# Nina Zjus'kova
Nina Anatol'evna Zjus'kova, trasl. angl. Nina Zyuskova (in russo Нина Анатольевна Зюськова?, in ucraino Ніна Анатоліївна Зюськова?, Nina Anatoliïvna Zjus'kova; Kaltschyk, 3 maggio 1952), è un'ex velocista sovietica.

## Biografia
Nina è nata a Kalchyk nell'Oblast' di Donec'k nella Repubblica Socialista Sovietica Ucraina, parte dell'Unione Sovietica. Ha iniziato a praticare l'atletica leggera al liceo, facendo parte della Lokomotiv Donetsk. Nel 1973 ha fatto il suo esordio internazionale ai campionati europei di Rotterdam in cui è stata eliminata nelle batterie dei 400 metri piani.
Nel 1979 ha vinto la medaglia d'argento nella Coppa del mondo di atletica leggera con la staffetta 4x400 m.
Nel 1980, ai Giochi olimpici di Mosca, ha vinto la medaglia d'oro nella staffetta 4 x 400 metri insieme alle sue compagne di squadra Tat'jana Proročenko, Tat'jana Gojščik, Irina Nazarova. È giunta quinta nei 400 metri piani.
Terminata la carriera, ha fatto l'allenatrice per bambini a Donetsk, in Ucraina. Anche suo figlio Volodymyr Zjuskov è diventato un atleta di livello internazionale, vincendo l'oro nel salto in lungo alle Universiadi del 2005 e il bronzo agli campionati europei indoor del 2005.

## Palmarès
| Anno                                     | Manifestazione | Sede      | Evento      | Risultato | Prestazione | Note  |
| ---------------------------------------- | -------------- | --------- | ----------- | --------- | ----------- | ----- |
| In rappresentanza dell' Unione Sovietica |                |           |             |           |             |       |
| 1973                                     | Europei indoor | Rotterdam | 400 m piani | Batteria  | 56"32       |       |
| 1980                                     | Olimpiade      | Mosca     | 400 m piani | 5ª        | 50"17       | [ 4 ] |
| 1980                                     | Olimpiade      | Mosca     | 4x400 m     | Oro       | 3'20"12     | [ 5 ] |

## Campionati nazionali
- 2 volte campionessa nazionale sovietica della staffetta 4x400 metri (1978, 1979)
- 2 volte campionessa nazionale sovietica della staffetta 4x200 metri (1979, 1980)

## Altre competizioni internazionali
1979
- Argento al Coppa del mondo ( Montréal), Staffetta 4x400 m - 3'23"04
- Argento in Coppa Europa ( Torino), 4 × 400 m - 3'20"39